# Marilyn Burns
Mary Lynn Ann Burns (Erie, 7 de maio de 1949 – Houston, 5 de agosto de 2014), mais conhecida como Marilyn Burns, foi uma atriz norte-americana, célebre principalmente pela sua participação em The Texas Chain Saw Massacre, filme de 1974, pelo qual ficou conhecida como "rainha do grito" na década de 1970.

## Vida e carreira
Burns nasceu em Erie, na Pensilvânia, e sempre teve um interesse em artes. Durante o seu sétimo ano escolar, participou do espetáculo musical A Midsummer Night's Dream. Atuou em seu primeiro filme em 1970, aparecendo em um pequeno papel no faroeste Brewster McCloud, dirigido por Robert Altman. Enquanto frequentava a Universidade do Texas em Austin, juntou-se a uma comissão de cinema e graduou-se em Drama no ano de 1971.
No longa-metragem de terror The Texas Chain Saw Massacre (1974), dirigido por Tobe Hooper, interpretou Sally Hardesty, integrante de um grupo de jovens viajantes que, em busca de gasolina, acabam vagando para a casa de uma família demente nas planícies do Texas. Depois do sucesso desse filme, apareceu em outra produção de Hooper, Eaten Alive (1977), no qual sua personagem luta com um assassino psicótico que alimenta um jacaré voraz com carne humana. Em 1976, Burns conseguiu um papel no telefilme Helter Skelter, interpretando Linda Kasabian, um membro da Família Manson.
Burns também atuou nos filmes Kiss Daddy Goodbye (1981) e Future-Kill (1985). Em 1994, retomou brevemente seu papel como Sally Hardesty na sequência Texas Chainsaw Massacre: The Next Generation (1994). Burns também fez uma participação especial como Verna Carson na sequência Texas Chainsaw 3D, lançado em 4 de janeiro de 2013. A despeito desses papéis e aparições ocasionais em convenções sobre o cinema de terror, a atriz viveu uma vida relativamente tranquila longe dos holofotes, em Houston, durante seus últimos anos.

## Morte
A atriz morreu durante o sono, aos 65 anos de idade, em sua própria casa em Houston. Seu corpo foi encontrado por familiares no dia 5 de agosto de 2014. A causa da morte não foi especificada, mas presume-se que tenha sido infarto.

## Filmografia
| Ano  | Título                                       | Papel                               | Notas                                                                                  |
| ---- | -------------------------------------------- | ----------------------------------- | -------------------------------------------------------------------------------------- |
| 1974 | Lovin' Molly                                 | Sarah Peters                        | Substituída por Susan Sarandon, permaneceu como stand-in para Sarandon e Blythe Danner |
| 1974 | The Texas Chain Saw Massacre                 | Sally Hardesty                      |                                                                                        |
| 1976 | Helter Skelter                               | Linda Kasabian                      |                                                                                        |
| 1977 | Eaten Alive                                  | Faye                                |                                                                                        |
| 1981 | Kiss Daddy Goodbye                           | Nora Dennis                         |                                                                                        |
| 1984 | Escape from El Diablo                        | Carmen                              |                                                                                        |
| 1985 | Future-Kill                                  | Dorothy Grim                        |                                                                                        |
| 1994 | Texas Chainsaw Massacre: The Next Generation | Paciente em Gurney / Sally Hardesty |                                                                                        |
| 2000 | American Psycho                              | Sally Hardesty                      | Imagem de arquivo, não creditada                                                       |
| 2012 | Butcher Boys                                 | Ruth                                |                                                                                        |
| 2013 | Texas Chainsaw 3D                            | Ela mesmo                           | Verna Carson / Sally Hardesty                                                          |
| 2014 | Sacrament                                    | Beulah Standifer                    |                                                                                        |
| 2015 | Mindflip                                     | Marilyn Hardesty                    |                                                                                        |
| 2015 | In a Madman's World                          | Mrs. Hill                           |                                                                                        |